# Municipio de Mabel
El municipio de Mabel (en inglés, Mabel Township) es un municipio del condado de Griggs, Dakota del Norte, Estados Unidos. Tiene una población estimada, a mediados de 2023, de 55 habitantes.
Abarca una zona exclusivamente rural.

## Geografía
Está ubicado en las coordenadas 47°22′46″N 98°26′50″O / 47.37944, -98.44722. Según la Oficina del Censo, tiene una superficie total de 93.5 km², de los cuales 93.2 km² corresponden a tierra firme y 0.3 km² están cubiertos de agua.

## Demografía
Según el censo de 2020, en ese momento había 69 personas residiendo en la zona. La densidad de población era de 0.7 hab./km². El 97.10 % de los habitantes eran blancos y el 2.90 % eran de una mezcla de razas. Del total de la población, el 1.45 % era hispano o latino.